# Sarmi (Regierungsbezirk)
Sarmi ist ein indonesischer Regierungsbezirk (Kabupaten) in der indonesischen Provinz Papua auf der Insel Neuguinea. Stand 2020 leben hier circa 41.000 Menschen. Der Regierungssitz des Kabupaten ist die gleichnamige Küstenstadt Sarmi. Der Name der Provinz ist ein Akronym von fünf Stämmen der Region (Sobey, Armati, Rumbuai, Manirem und Isirawa), die durch den niederländischen Anthropologen Willem Kouwenhoven erforscht und als Hauptstämme identifiziert wurden. Tatsächlich leben in Sarmi aber 87 verschiedene Stämme, die unterschiedliche Sprachen sprechen.

## Geographie
Sarmi liegt im Norden der Provinz Papua an der Küste. Im Osten grenzt es an den Regierungsbezirk Jayapura, im Süden an Mamberamo Tengah und im Westen an den Kabupaten Mamberamo Raya. Die der Nordküste vorgelagerten Inseln gehören ebenfalls zum Regierungsbezirk Sarmi, unter anderem die Inseln Liki, Nirumoar und Masi Masi. Administrativ unterteilt sich der Kabupaten Sarmi in 10 Distrikte (Distrik) mit 88 Dörfern (Kampung) und zwei Kelurahan.

## Einwohner
2020 lebten in Sarmi 41.427 Menschen. Die Bevölkerungsdichte beträgt 2 Personen pro Quadratkilometer. Circa 75 Prozent der Einwohner sind Protestanten, 23 Prozent Muslime und zwei Prozent Katholiken.